# Elsa la Leona
Elsa, la leona (n. enero de 1956 - m. 24 de enero de 1961), fue criada por el guardabosques George Adamson y su esposa Joy Adamson en Kenia. Elsa y sus dos hermanas, 'Big One' y 'Lustica', quedaron a cargo de los cuidados de los Adamson cuando solo tenían unas pocas semanas, ya que quedaron huérfanas cuando George se vio forzado a matar a su madre durante uno de sus safaris. Sus dos hermanas fueron pronto entregadas al Zoo de Róterdam en Holanda, mientras Elsa permaneció con los Adamson hasta que se reinsertó en la vida salvaje, gracias a los esfuerzos de los Adamson en entrenarla para que sobreviviera por sí misma. 
Es conocida por ser uno de los primeros animales salvajes en ser domesticado de forma documentada, y por la historia romántica, con final trágico, que les ocurrió tanto a ella como a los Adamson. Historia que fue plasmada en forma de libro por la misma Joy, y que posteriormente en 1966 fue llevada al cine, en una versión de cierto éxito. 

## Vida
Elsa vivía en muchos aspectos como una mascota domesticada cuando era pequeña, Joy Adamson, en quien Elsa más confiaba, consideraba que su relación con Elsa era de iguales. De hecho, Joy estaba firmemente decidida a darle a Elsa la educación que necesitaba para cazar y vivir en la naturaleza. Sus esfuerzos dieron sus frutos, y Elsa obtuvo fama mundial en ese momento, cuando la historia de su vida, hasta ese momento, se publicó en el libro Born Free. Cuando Elsa tenía tres años, trajo tres cachorros propios para mostrarles a los Adamson, a quienes los Adamson llamaron "Jespah" (macho), "Gopa" (macho) y "Pequeña Elsa" (hembra). La vida de Elsa y sus cachorros está narrada en el libro Living Free, publicado poco después.
Sin embargo, la vida de Elsa se vio truncada cuando sucumbió a la "Babesia felis", una forma de babesiosis, una enfermedad de la sangre de carácter algo similar a la malaria, que a menudo infecta a los miembros de la familia de los felinos Felidae. Fue enterrada en el Parque nacional de Meru. Su muerte se produjo cuando el sentimiento local comenzó a volverse contra Elsa y sus cachorros, lo que obligó a los Adamson a considerar la reubicación de los cachorros. La muerte de Elsa hizo que sus cachorros fueran mucho más reacios al contacto humano, incluso con los propios Adamson, lo que complicó lo que sería su captura y liberación final en el Parque Nacional Serengueti. Los Adamson permanecieron en el parque para ayudarlos a desarrollar sus habilidades de caza, aunque tiempo después no volvieron a verlos, pudiendo encontrar a la pequeña Elsa viva, sana y en compañía de otros dos leones no emparentados durante 19 meses de búsqueda posterior. Aunque esta fue la última vez que los Adamson vieron a uno de los cachorros de Elsa, esperaban que sus descendientes siguieran viviendo en el Serengueti.
Cuando Joy Adamson fue asesinada por un ex empleado en 1980, fue cremada y sus cenizas fueron enterradas junto a la tumba de Elsa.

## Libros
- Born Free 1960 - Escrito por Joy Adamson; Library of Congress Catalog Card # 60-6792
- Living Free 1961 - Escrito por Joy Adamson; Library of Congress Catalog Card # 61-15810
- Forever Free 1962 - Escrito por Joy Adamson; Library of Congress Catalog Card # 63-8081
- Bwana Game (UK Title) 1968, A Lifetime With Lions (USA Title) 1970 - Escrito por George Adamson
- My Pride and Joy - 1986 - Escrito por George Adamson - ISBN 0 00 272518 5.

## Películas
- Born Free - 1966 – 95 minutos; Protagonista Bill Travers y Virginia McKenna - George Adamson fue el asesor técnico. Dirigida por James Hill. Ganadora de un Academy Awards y un Golden Globe Awards.[2]
- Living Free 1972, Protagonista Susan Hampshire y Nigel Davenport, basada en tercer libro de la serie, Forever Free.
- Elsa and Her Cubs - 25 minutos; filme de extramo metraje de Elsa y sus cachorros Jespah, Gopa y Little Elsa que incluye a Joy y George Adamson.[2]